# قصر قرطبة
قصر قرطبة المعروف الآن باسم قصر الملوك المسيحيين، هو قصر يقع في قرطبة ويرجع للعصور الوسطى بالقرب من نهر الوادي الكبير، وبالقرب من كاتدرائية قرطبة. كان القصر مقرًا لحكم الملكين الكاثوليكيين إيزابيلا وفرناندو.

## تاريخه

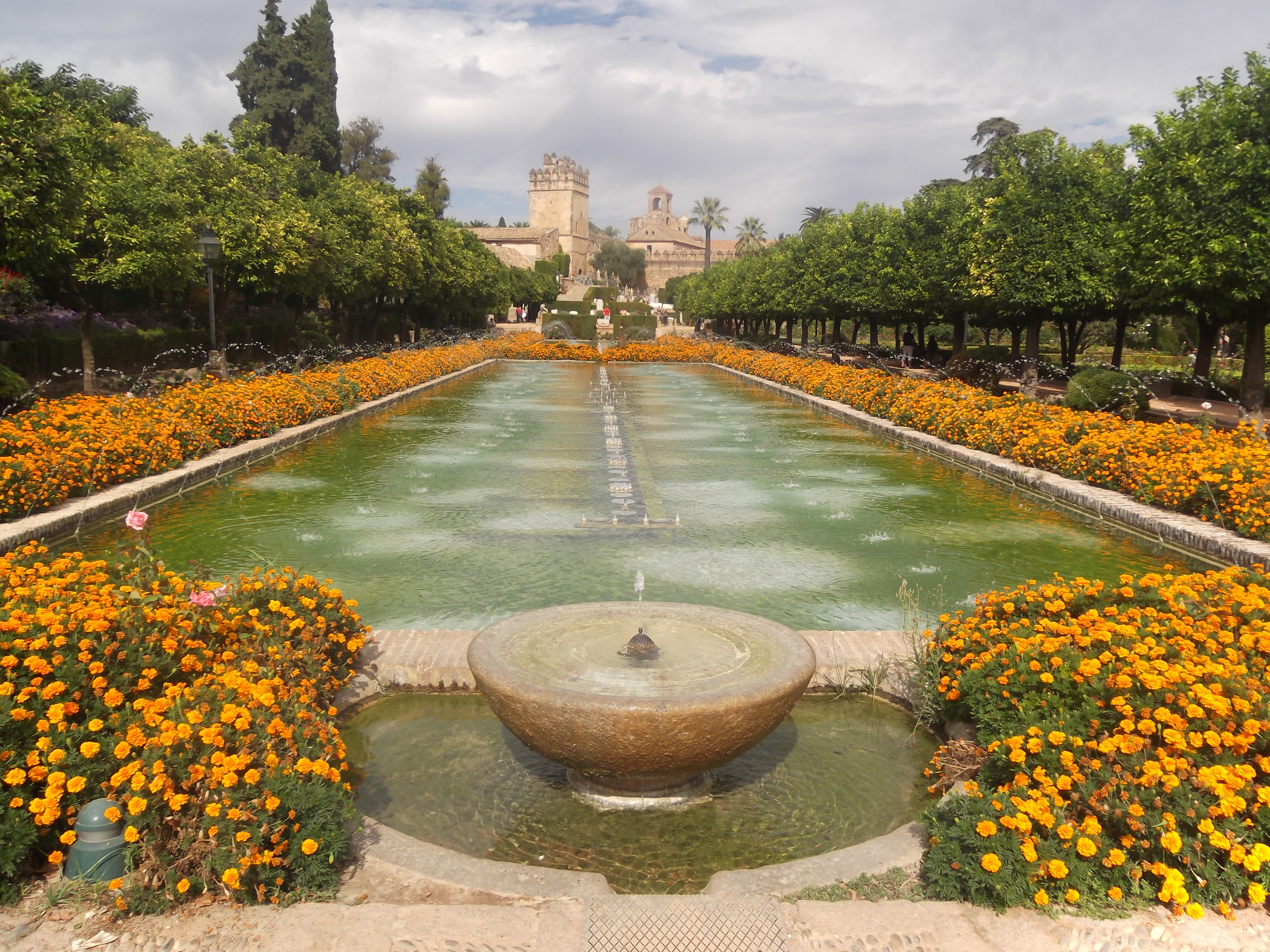
القصر الملكي في قرطبة من الحديقة.

قديمًا كان القصر حصنًا للقوط الغربيين. وبعد الفتح الإسلامي للأندلس، أعاد المسلمون بناءه. وبعد سقوط الدولة الأموية في المشرق، لتحل محلها الدولة العباسية، فر عبد الرحمن الداخل أحد أفراد البيت الأموي إلى الأندلس، وأسس الدولة الأموية في الأندلس وعاصمتها قرطبة، واتخذ هو وخلفاؤه القصر مقرًا لهم. أصبحت قرطبة حينئذ مركزًا ثقافيًا وسياسيًا هامًا، وتوسّع القصر ليشمل أجنحة كبيرة ذات ممرات وحدائق، كما ضم مكتبة عظيمة في الغرب. واستخدمت طواحين مائية لرفع الماء من نهر الوادي الكبير وريّ الحدائق الشاسعة.
وفي عام 1236م، خسر المسلمون قرطبة أثناء حروب المسلمين والمسيحيين في الأندلس. وفي عام 1328م، بدأ ألفونسو الحادي عشر ملك قشتالة بناء الجزء الموجود على هيئته الحالية على جزء من الحصن القديم. اقتتطعت أجزاء من القصر الذي خلفه المسلمون، ومنحت للأساقفة والنبلاء. ورغم أن ألفونسو جدد القصر الإسلامي، إلا أنه لا زال على الطراز الإسلامي، لأنه استخدم المدجنون في إعادة بناء القصر.
تحصّن هنري الرابع ملك قشتالة في القصر أثناء التمرد الذي قام به أخيه غير الشقيق ألفونسو على حكمه، مما استدعاه أن يقوّي دفاعات القصر لتتحمل قوة البارود. كما أنشأ البرج الرئيسي في القصر، المعروف باسم «برج محاكم التفتيش» .
استخدم خلفاء هنري إيزابيلا وزوجها فرناندو القصر، كإحدى المقرات الأولى لمحاكم التفتيش الإسبانية، وكمركز لحملاتهم على بني نصر حكام مملكة غرناطة، آخر ممالك المسلمين في شبه جزيرة أيبيريا. استخدم القصر كمقر لمحاكم التفتيش منذ عام 1482، وحولوا معظمه إلى غرف للاستجواب والتعذيب. وظل القصر يستخدم كمحاكم للتفتيش لثلاث قرون. كما سجن فيه أبو عبد الله محمد الثاني عشر حتى وعد بجعل غرناطة دولة تابعة. وعندما رفض تسليم مملكته عام 1489، شن عليه المسيحيون هجومًا، إلى أن نجحوا في اسقاطها عام 1492. وفي نفس العام، قابل الملكان الكاثوليكيان كريستوفر كولومبوس في القصر، للتجهيز لرحلته إلى الأمريكتين.
كان القصر مقرًا لجنود نابليون بونابرت عام 1810. وفي عام 1821، أصبح القصر سجنًا. وفي خمسينيات القرن العشرين، حوّلته الحكومة الإسبانية لمزار سياحي.

## وصفه
يتوسط القصر «باحة المورسكيين»، وبه برج الأسود وبرج الاستقبال الذي يتميز بعمارته القوطية. كما يحتوي على مجموعات من الفسيفساء والتوابيت الحجرية الرومانية في برج محاكم التفتيش.

## وصلات خارجية
- Córdoba Royal Fortress - Alcázar de los Reyes Cristianos
- More tourist information
- More historical information